# 오구니정 (니가타현)
오구니정(小国町)은 니가타현 중부 가리와군에 위치했던 정이다. 2005년 4월 1일 주변의 정촌과 함께 나가오카시에 편입되었다.

## 역사
- 1900년 2월 23일 - 모리미쓰촌, 고구리야마촌이 합병해 모리야마촌이 성립하였다.
- 1901년 11월 1일 - 모리야마촌, 마스다촌, 유키노촌, 호스에촌이 합병해 가미오구니촌이 성립하였다.
- 1949년 7월 1일 - 나카사토촌, 요코사와촌, 다케이시촌, 나노카마치촌이 합병해 오구니촌이 성립하였다.
- 1956년 9월 30일 - 오구니촌과 가미오구니촌이 합병해 오구니정이 신설되었다.
- 2005년 4월 1일 - 나카노시마정, 고시지정, 미시마정, 야마코시촌과 함께 나가오카시에 편입해 소멸하였다.

## 행정
- 정장 : 오하시 요시하루(大橋義治) (2000년 8월 30일 - 2005년 3월 31일)

### 도로
- 호쿠리쿠 자동차도
- 간에쓰 자동차도
- 국도 제291호선
- 국도 제403호선
- 국도 제404호선